# Fiat S76 Record
FIAT S76, později znám také jako FIAT 300 HP RECORD, je automobil vyrobený v roce 1911 v dílně automobilky FIAT za účelem pokoření pozemního rychlostního rekordu, který v té době držel Blitzen-Benz. Motor o objemu 28 353 cm³ dosahoval výkonu 290 koní.

## Rekord
V roce 1911 byla s tímto vozem, který pilotoval Pietro Bordino na okruhu v Brooklands a poté na pláži v Saltburn, dosažena maximální rychlost 200 km/h. V roce 1912 pak francouzský pilot Arthur Duray na rovince v Ostende dosáhl rychlosti 225 km/h ale tento rekord nebyl schválen kvůli nesrovnalostem v registraci. V dubnu 1912 však bylo oficiálně oznámeno na Long Island, že Fiat S76 udržel na celé jedné míli konstantní průměrnou rychlost 290 km/h.

## Renovace

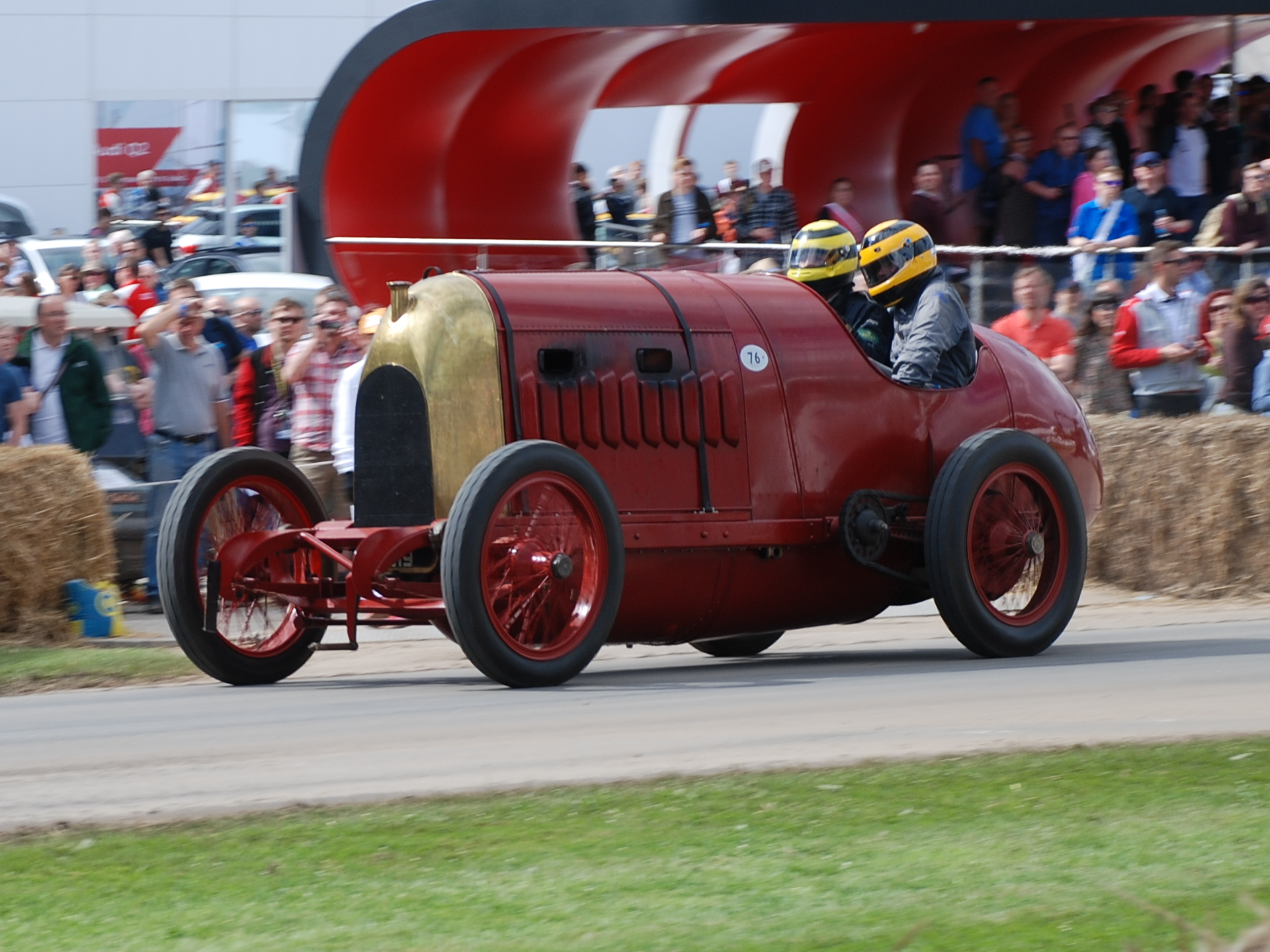
Fiat S76 po renovaci na Goodwood Festival of Speed 2016 s otevřenými výfuky bez tlumiče.

V roce 2011 započal nadšenec Duncan Pittaway z jihozápadu Anglie renovaci dochovaného originálního vozu, který pořídil v Austrálii v roce 2002. V té době byl již vůz přestavěný (někdy v letech 1920-1930 - místo původního 28.4l motoru byl osazen jiný s menším obsahem a nižším výkonem) a Pittaway musel se svým týmem ještě dohledat původní motor. To se mu nakonec podařilo i se spoustou původních originálních dílů, přesto však musel vyrobit nové repliky např. pístů, ojnic nebo celou novou převodovku dle dat dostupných z archivu automobilky Fiat. Jedinou menší úpravou renovovaného motoru byl mazací systém, který byl vylepšen aby byla zvýšena životnost motoru.
Renovace byla dokončena v listopadu roku 2014. Před prvním nastartováním 28. listopadu, po zhruba 100 letech kdy motor běžel naposledy, se krátce potýkali s problémy nefunkční cívky a následně s nalezením správného nastavení dávkování paliva a seřízením motoru ale nakonec byl start úspěšný.
Na začátku roku 2015 pak Duncan Pittaway úspěšně absolvoval první testovací jízdu po historické trati Goodwood. Přítomen byl i fotograf Stefan Marjoram který tuto jízdu zdokumentoval a sestříhal do krátkého klipu, který poté umístil na server YouTube.

## Specifikace
Vpředu posazený motor „typ S76“ je dvoublokový řadový čtyřválec o objemu 28 353 cm³ s výkonem 290 koní při 1 900 rpm. Startuje se stlačeným vzduchem, využívá 3 zapalovací svíčky na válec s magnety pod nízkým napětím, vodní chlazení a převodový řetěz. Převodovka je čtyřstupňová spolu se zpětným převodem. Náprava je složená z listových pružin jak vpředu, tak vzadu.
Design chladiče tohoto prototypu vyrobený za účelem zisku rekordu se později objevil i na dalších silničních modelech značky Fiat.